# Polnischer Smog-Alarm
Polnischer Smog-Alarm (PAS) ist eine Anti-Smog-Bewegung, die lokale Bürgerinitiativen zusammenführt. Diese setzen sich für die Bekämpfung der Luftverschmutzung auf regionaler sowie auf gesamtpolnischer Ebene ein.

## Gründung
Der Polnische Smog-Alarm entstand am 10. Februar 2015 durch Zusammenschluss dreier Initiativen: Krakauer Smog-Alarm, Niederschlesischer Smog-Alarm und Podhale Smog-Alarm.
Eines der Ziele der Gründungsorganisationen war die Änderung des Umweltschutzgesetzes, welche den Gemeindeverwaltungen eine Änderung der Vorschriften über die Verbesserung der Luftqualität ermöglicht hat. Die 2015 noch geltenden Vorschriften hinderten die Woiwodschaftstage (entsprechen den Landtagen in Deutschland) daran, Anti-Smog-Beschlüsse zu fassen, welche u. a. das Anwendungsverbot der schädlichsten Festbrennstoffe sowie von Kohle- und Holzheizkesseln ohne Klassenzugehörigkeit einführen wollten.

## Mission
Die Mission des Polnischen Smog-Alarms ist die Luftqualität auf ein Niveau zu bringen, auf dem die Normen der Luftqualität in ganz Polen nicht überschritten werden. PAS nimmt die Luftverschmutzung als ernste Bedrohung der Gesundheit und des Lebens der in Polen lebenden Menschen wahr. Polnischer Smog-Alarm ist eine außerparteiliche Organisation, die mit Gemeindeverwaltungen, Nichtregierungsorganisationen und wissenschaftlichen Kreisen zusammenarbeitet.
Polnischer Smog-Alarm postulierte elf Forderungen, deren Erfüllung zur Verbesserung der Luftqualität in Polen nach Ansicht der Bewegung unentbehrlich sein soll. Das sind u. a. die Einführung von Qualitätsstandards für Steinkohle und ihre Kontrolle, die Einführung einheitlicher Normen und gesetzlicher Abgasrichtlinien für alle Kohle- und Holzkesselanlagen, die Verbreitung der Anti-Smog-Beschlüsse und die Verschärfung der Grenzwerte für Feinstaubbelastung, bei denen der Verschmutzungsalarm ausgelöst wird.

## Aktivitäten
PAS koordiniert und unterstützt die Tätigkeit von lokalen Smog-Alarmen und agiert auf Landesebene mit dem Ziel der Einführung organisatorischer und gesetzgebender Änderungen, die zur Verbesserung der Luftqualität in Polen beitragen werden.

## Struktur
Am 16. Juni 2019 gab es in den Strukturen des polnischen Smog-Alarms 39 lokale Bürgerinitiativen.